# Mariema
Mariema Mendes de Campos, geralmente conhecida como Mariema,  (Lisboa, 2 de Setembro de 1943 – Lisboa, 7 de Outubro de 2018), foi uma actriz portuguesa e a criadora do tema musical "O Fado Mora em Lisboa". Como actriz recebeu o Prémio Bordalo (1967) e (1969), na categoria "Teatro de Revista".

## Biografia
Mariema Mendes de Campos nasceu em 2 de setembro de 1943, no bairro de Campo de Ourique, em Lisboa.
Começou a cantar fado por brincadeira, até que um dia a fadista Deolinda Rodrigues propôs que fosse para o teatro de revista.
Mariema estreou-se no teatro no Parque Mayer, como atracção na revista É Regar e Pôr ao Luar (1964), no palco do Teatro ABC. A sua primeira rábula no teatro, denominada "Gémeas", chegaria na peça Ai Venham Vê-las, contracenando com Fernanda Borsatti.
Seria no teatro Maria Vitória, na revista “Sopa no mel”, que cria o seu maior sucesso de sempre: “O Fado mora em Lisboa”. A partir daí nunca mais parou, criando no teatro rábulas de grande êxito e sucessos que ainda hoje andam de boca em boca, como “Lisboa, princesa do Tejo”, “Marujinho”, “Alfacinha de gema” entre muitos outros.
Como actriz Mariema recebeu o Prémio Bordalo (1967), ou Prémio da Imprensa, na categoria "Teatro de Revista", entregue pela Casa da Imprensa em 1968, que também distinguiu o actor Raul Solnado e como "Melhor Espectáculo" Pão, Pão, Queijo, Queijo de Aníbal Nazaré, Eugénio Salvador e José Viana.
Mariema viria ainda a ser distinguida com o Prémio Bordalo (1969), ou Prémio da Imprensa, na categoria "Teatro de Revista", como actriz na peça Esperteza Saloia, entregue pela Casa da Imprensa em 1970, que também distinguiu o actor Francisco Ribeiro e como "melhor corista" Lina Morgado.
Atuou também como cantora em algumas casas de espectáculo, nomeadamente no Casino do Estoril.
Ainda na década de 2010, é assinalado o regresso de Mariema, quinze anos depois de Preço Único, ao Teatro de Revista com as peças Olhó que Chove (2013) e Revista Quer... É Parque Mayer (2015).. Pelo meio encontramos o drama As Três (Velhas) Irmãs (2015).
Na televisão, podem-se encontrar participações de Mariema em produções como Ouro Verde (2017), Santa Bárbara e Massa Fresca (2016), Sol de Inverno (2013), Velhos Amigos e Os Compadres (2011), Liberdade 21 (2009), Morangos com Açúcar (2008).
Viveu os últimos anos da sua vida na Casa do Artista em Lisboa.
Mariema morreu a 7 de outubro de 2018, no Hospital de Santa Maria, em Lisboa, aos 75 anos. Está sepultada no Talhão dos Artistas, do Cemitério dos Prazeres.

## Filmografia

### Cinema
| Ano  | Nome                            | Ref.                |
| ---- | ------------------------------- | ------------------- |
| 1969 | Bonança & C.a                   | [ 11 ] [ 15 ]       |
| 2014 | Os Gatos Não Têm Vertigens      | [ 5 ] [ 13 ] [ 16 ] |
| 2016 | Refrigerantes e Canções de Amor | [ 5 ] [ 13 ] [ 17 ] |
| 2016 | Axilas                          | [ 5 ] [ 13 ] [ 18 ] |

### Televisão
| Ano  | Nome                | Personagem    | Ref.                |
| ---- | ------------------- | ------------- | ------------------- |
| 2007 | Conta-me como Foi   | Menina Emília | [ 5 ] [ 13 ] [ 19 ] |
| 2008 | Morangos com Açúcar |               | [ 5 ]               |
| 2009 | Liberdade 21        |               | [ 5 ]               |
| 2011 | Velhos Amigos       |               | [ 5 ]               |
| 2011 | Os Compadres        |               | [ 5 ]               |
| 2013 | Sol de Inverno      |               | [ 5 ]               |
| 2016 | Massa Fresca        |               | [ 5 ]               |
| 2016 | Santa Bárbara       |               | [ 5 ]               |
| 2017 | Ouro Verde          |               | [ 5 ]               |

## Teatro
| Ano  | Peça                                              | Ref.                |
| ---- | ------------------------------------------------- | ------------------- |
| 1964 | É Regar e Pôr ao Luar                             | [ 6 ]               |
| 1964 | Ai Venham Vê-Las                                  | [ 5 ] [ 13 ]        |
| 1965 | Sopa no Mel                                       | [ 5 ] [ 13 ]        |
| 1965 | A Ponte a Pé!                                     | [ 6 ] [ 13 ]        |
| 1967 | Quem Tem Boca Vai a Roma                          | [ 6 ]               |
| 1967 | Pão, Pão... Queijo, Queijo                        | [ 6 ] [ 8 ] [ 13 ]  |
| 1968 | Grande Poeta É o Zé                               | [ 6 ]               |
| 1969 | Mãos à Obra                                       | [ 6 ]               |
| 1969 | Esperteza Saloia                                  | [ 6 ] [ 8 ]         |
| 1970 | O Zé Faz Tudo!                                    | [ 6 ]               |
| 1971 | Ó Zé Aperta o Cinto!                              | [ 20 ]              |
| 1972 | Pronto a Despir                                   | [ 6 ]               |
| 1973 | P'rò Menino e p'rà Menina                         | [ 6 ]               |
| 1973 | Ver, Ouvir... e Calar / Ver, Ouvir ... e Falar!!! | [ 6 ]               |
| 1975 | Garotas no Espeto                                 | [ 6 ]               |
| 1975 | Afinal como É?                                    | [ 6 ]               |
| 1979 | Isso É que Era Bom!                               | [ 6 ]               |
| 1982 | Ó Zé Arreganha a Taxa                             | [ 6 ]               |
| 1986 | Lisboa, Tejo e Tudo                               | [ 6 ]               |
| 1989 | What Happened to Madalena Iglésias?               | [ 6 ]               |
| 1989 | Ora Bate... Batman'so!                            | [ 21 ]              |
| 1997 | Preço Único                                       | [ 6 ] [ 10 ]        |
| 1999 | Amália                                            | [ 6 ] [ 13 ]        |
| 2002 | Minha Linda Senhora                               | [ 6 ] [ 13 ]        |
| 2009 | Seis Personagens à Procura de Autor               | [ 5 ] [ 6 ] [ 13 ]  |
| 2010 | Sangue Jovem (leitura encenada)                   | [ 5 ] [ 6 ]         |
| 2013 | Olhó que Chove                                    | [ 10 ]              |
| 2014 | É Revista, Com Certeza!                           | [ 22 ]              |
| 2015 | As Três (Velhas) Irmãs                            | [ 6 ] [ 11 ] [ 13 ] |
| 2015 | Revista Quer... É Parque Mayer                    | [ 6 ] [ 11 ]        |